# Hundred Years War
 Hundred Years War  est un jeu vidéo de type wargame créé par Jim Dunnigan, Dan Masterson et Al Nofi et disponible sur le service en ligne GEnie à partir d’octobre 1992,. Il s’agit d’un jeu exclusivement multijoueur qui simule les aspects diplomatique, économique et militaire de la guerre de Cent Ans. Chaque joueur incarne un noble d’un pays européen et tente d’accroitre son pouvoir et sa richesse dans le contexte de la guerre de Cent Ans qui oppose la France et l’Angleterre entre 1337 et 1453. Au début d’une partie, des joueurs sont de plus respectivement désigné roi de France  et roi d’Angleterre. En plus des aspects diplomatique, économique et militaire, le jeu intègre des éléments de jeu vidéo de rôle, chaque participant étant caractérisé par des attributs et des compétences qui influent sur sa capacité à accomplir ses objectifs,. Une partie se déroule au tour par tour. A chaque tour, le joueur peut notamment gérer ses territoires, s’occuper de ses affaires de famille, voyager, recruter des subordonnés et des armées, mener ses troupes lors des combats ou des sièges et communiquer avec les autres joueurs.